# Highland (Comtat de Lake)
Highland és una població dels Estats Units a l'estat d'Indiana. Segons el cens del 2000 tenia 23.546 habitants.

## Demografia
Segons el cens del 2000, Highland tenia 23.546 habitants, 9.636 habitatges, i 6.677 famílies. La densitat de població era de 1.323,3 habitants/km².
Dels 9.636 habitatges en un 27,6% hi vivien nens de menys de 18 anys, en un 56,5% hi vivien parelles casades, en un 9,6% dones solteres, i en un 30,7% no eren unitats familiars. En el 26,5% dels habitatges hi vivien persones soles el 10,9% de les quals corresponia a persones de 65 anys o més que vivien soles. El nombre mitjà de persones vivint en cada habitatge era de 2,44 i el nombre mitjà de persones que vivien en cada família era de 2,97.
Per edats la població es repartia de la següent manera: un 21,5% tenia menys de 18 anys, un 8% entre 18 i 24, un 28,9% entre 25 i 44, un 25% de 45 a 60 i un 16,6% 65 anys o més.
L'edat mediana era de 40 anys. Per cada 100 dones de 18 o més anys hi havia 89,2 homes.
La renda mediana per habitatge era de 51.297$ i la renda mediana per família de 59.106$. Els homes tenien una renda mediana de 46.217$ mentre que les dones 28.635$. La renda per capita de la població era de 24.530$. Entorn de l'1,8% de les famílies i el 3% de la població estaven per davall del llindar de pobresa.

## Poblacions properes
El següent diagrama mostra les poblacions més properes.